# Seiloni Iaruel
Seiloni Iaruel (Port Vila, 17 aprile 1995) è un calciatore vanuatuano, Portiere del Tafea.

## Carriera

### Club
Ha sempre giocato nel campionato vanuatuano; in carriera ha giocato complessivamente 9 partite nella OFC Champions League.

### Nazionale
Ha esordito in Nazionale nel 2012, partecipando a due edizioni della Coppa d'Oceania.